# Anita Ganeri
Anita Ganeri (Calcutta, 1961) is een Engels kinderboekenschrijver.
Ganeri werd geboren in India maar verhuisde op jonge leeftijd naar Engeland, waar ze zowel basis- als voortgezet onderwijs volgde. Ganeri schreef de serie Horrible Geography, in Nederland uitgegeven in de serie Waanzinnig om te weten (uitgegeven door Kluitman), samen met soortgelijke boeken van Terry Deary, Kjartan Poskitt en Nick Arnold. De werken van Ganeri worden voornamelijk uitgegeven door Scholastic. Ganeri schreef vooral boeken over aardrijkskunde. Het zijn grappige, leerzame boeken. Zij woont in West Yorkshire.

## Prijzen
- Royal Canadian Geographical Society - Silver Award voor Horrible Geography